# 新潟體育場
Denka大天鵝球場（Denka Big Swan Stadium）或稱新潟球場（Niigata Stadium）是一個位於日本新潟市的多功能體育場。體育場可以容納42,300人。現時，體育場作為日本職業足球聯賽球隊新潟天鵝的主場。

## 欖球
新潟球場亦可以進行欖球比賽。體育場不時舉行聯合式橄欖球比賽。

## 2002年世界盃
新潟球場於2002年世界盃足球賽舉行了三場賽事。 
小組賽
- 2002年6月1日 愛爾蘭 1 - 1 喀麥隆（本場是日本賽區的第一場比賽）
- 2002年6月3日 克羅地亞 0 - 1 墨西哥

十六強
- 2002年6月15日 丹麥 0 - 3 英格蘭

## 外部連結
- World Stadiums
- （日語） 官方網頁 （页面存档备份，存于）